# Zidan Sertdemir
Batuhan Zidan Sertdemir (Ishøj, 4 febbraio 2005) è un calciatore danese, centrocampista del Nordsjælland.

## Carriera

### Club
Ha iniziato la sua carriera nel settore giovanile del Brøndby da cui poi è passato al Nordsjælland a 12 anni. Il 5 giugno 2021 è stato acquistato dal Bayer Leverkusen con cui ha firmato un contratto triennale.
Ha debuttato in prima squadra il 7 novembre 2021 all'età di 16 anni e 276 giorni nell'incontro di Bundesliga pareggiato 1-1 contro l'Hertha Berlino diventando così il più giovane debuttante nella storia del club tedesco in Bundesliga nonché il secondo nella storia della prima divisione tedesca dietro Youssoufa Moukoko.
Il 13 gennaio 2023 ha fatto ritorno al Nordsjælland a titolo definitivo.

### Nazionale
Ha giocato nelle nazionali giovanili danesi Under-16, Under-17 ed Under-19.

## Statistiche

### Presenze e reti nei club
Statistiche aggiornate al 26 settembre 2024.
| Stagione        | Squadra          | Campionato      | Campionato | Campionato | Coppe nazionali | Coppe nazionali | Coppe nazionali | Coppe continentali | Coppe continentali | Coppe continentali | Altre coppe | Altre coppe | Altre coppe | Totale | Totale | Totale |
| Stagione        | Squadra          | Comp            | Pres       | Reti       | Comp            | Pres            | Reti            | Comp               | Pres               | Reti               | Comp        | Pres        | Reti        | Pres   | Reti   |        |
| --------------- | ---------------- | --------------- | ---------- | ---------- | --------------- | --------------- | --------------- | ------------------ | ------------------ | ------------------ | ----------- | ----------- | ----------- | ------ | ------ | ------ |
| 2021-2022       | Bayer Leverkusen | BL              | 3          | 0          | CG              | 0               | 0               | UEL                | 0                  | 0                  |             | -           | -           | 3      | 0      |        |
| 2022-gen. 2023  | Bayer Leverkusen | BL              | 0          | 0          | CG              | 0               | 0               | UCL                | 0                  | 0                  |             | -           | -           | 0      | 0      |        |
| 2023-2024       | Nordsjælland     | SL              | 13         | 0          | CD              | 3               | 0               | UEL                | 5                  | 0                  |             | -           | -           | 21     | 0      |        |
| 2024-2025       | Nordsjælland     | SL              | 9          | 0          | CD              | 1               | 0               |                    | -                  | -                  |             | -           | -           | 10     | 0      |        |
| Totale carriera | Totale carriera  | Totale carriera | 25         | 0          |                 | 4               | 0               |                    | 5                  | 0                  |             | -           | -           | 34     | 0      |        |